# Pullu Demanuele
Publius Demanuele detto Pullu (Floriana, 13 ottobre 1929 – Floriana, 20 marzo 2007) è stato un calciatore maltese, di ruolo attaccante.

## Biografia
Suo figlio Patrick, nonché i nipoti Joe e Silvio Demanuele hanno disputato incontri nella massima serie maltese con la maglia del Floriana.

## Caratteristiche tecniche
Noto anche come Il-Koku, era un'ala sinistra abile nel dribbling e nel tirare di sinistro.

## Carriera

### Club
La sua carriera è legata al Floriana, con cui ha totalizzato 190 incontri e 101 reti nella massima serie nazionale fra il 1946 e il 1964, vincendo per due volte il titolo di capocannoniere del campionato e contribuendo alla vittoria di sette titoli nazionali e nove edizioni della Coppa di Malta. Ha al suo attivo anche tre presenze nelle coppe europee, segnando anche una rete durante il primo turno della Coppa dei Campioni 1962-1963. Concluse la carriera militando per un anno in seconda divisione, con la maglia del Marsa.

### Nazionale
Fra il 1957 e il 1962 ha disputato otto incontri per la nazionale maggiore, segnando tre reti e indossando la fascia di capitano in due occasioni.

## Statistiche

### Cronologia presenze e reti in nazionale
| Cronologia completa delle presenze e delle reti in nazionale ― Malta | Cronologia completa delle presenze e delle reti in nazionale ― Malta | Cronologia completa delle presenze e delle reti in nazionale ― Malta | Cronologia completa delle presenze e delle reti in nazionale ― Malta | Cronologia completa delle presenze e delle reti in nazionale ― Malta | Cronologia completa delle presenze e delle reti in nazionale ― Malta | Cronologia completa delle presenze e delle reti in nazionale ― Malta | Cronologia completa delle presenze e delle reti in nazionale ― Malta |
| Data                                                                 | Città                                                                | In casa                                                              | Risultato                                                            | Ospiti                                                               | Competizione                                                         | Reti                                                                 | Note                                                                 |
| -------------------------------------------------------------------- | -------------------------------------------------------------------- | -------------------------------------------------------------------- | -------------------------------------------------------------------- | -------------------------------------------------------------------- | -------------------------------------------------------------------- | -------------------------------------------------------------------- | -------------------------------------------------------------------- |
| 24-2-1957                                                            | Gżira                                                                | Malta                                                                | 2 – 3                                                                | Austria                                                              | Amichevole                                                           | -                                                                    |                                                                      |
| 25-1-1958                                                            | Gżira                                                                | Malta                                                                | 3 – 0                                                                | Danimarca                                                            | Amichevole                                                           | 2                                                                    |                                                                      |
| 15-5-1958                                                            | Gżira                                                                | Malta                                                                | 1 – 1                                                                | Italia                                                               | Amichevole                                                           | -                                                                    | 46’                                                                  |
| 8-3-1959                                                             | Tunisi                                                               | Tunisia                                                              | 0 – 0                                                                | Malta                                                                | Amichevole                                                           | -                                                                    | Cap.                                                                 |
| 8-12-1960                                                            | Gżira                                                                | Malta                                                                | 1 – 0                                                                | Tunisia                                                              | Amichevole                                                           | -                                                                    | Cap.                                                                 |
| 5-11-1961                                                            | Gżira                                                                | Malta                                                                | 1 – 1                                                                | Norvegia                                                             | Amichevole                                                           | 1                                                                    | 85’                                                                  |
| 28-6-1962                                                            | Copenaghen                                                           | Danimarca                                                            | 6 – 1                                                                | Malta                                                                | Qual. Euro 1964                                                      | -                                                                    |                                                                      |
| 3-7-1962                                                             | Trondheim                                                            | Malta                                                                | 5 – 0                                                                | Norvegia                                                             | Amichevole                                                           | -                                                                    | Ingresso                                                             |
| Totale                                                               |                                                                      | Presenze                                                             | 8                                                                    |                                                                      | Reti                                                                 | 3                                                                    |                                                                      |

## Palmarès

### Club
- Campionato maltese: 7

1949-1950, 1950-1951, 1951-1952, 1952-1953, 1954-1955, 1957-1958, 1961-1962
- Coppa di Malta: 9

1946-1947, 1948-1949, 1949-1950, 1952-1953, 1953-1954, 1954-1955, 1956-1957, 1957-1958, 1960-1961

### Individuale
- Capocannoniere della Premier League Malti: 1

1950-1951, 1957-1958 (14 gol)